# کالندر لیک، تگزاس
کالندر لیک (به انگلیسی: Callender Lake) یک منطقهٔ مسکونی در ایالات متحده آمریکا است که در تگزاس واقع شده‌است. کالندر لیک ۱۱٫۹ کیلومتر مربع مساحت و ۱٬۰۳۹ نفر جمعیت دارد.